# Mercenary (gruppo musicale)
I Mercenary sono un gruppo musicale melodic death metal danese attivo dal 1991.

## Formazione
Attuale
- Jakob Mølbjerg - chitarra (dal 1991)
- Martin Buus - chitarra (dal 1991)
- René Pedersen - basso (dal 2006) e voce (dal 2009)
- Peter Mathiesen - batteria (dal 2011)

Ex membri
- Nikolaj Brinkman - chitarra (1994-2000)
- Signar Petersen - chitarra (2000-2002)
- Henrik "Kral" Andersen	- basso (1994-2006), voce (1991-2006), chitarra (1991-1993)
- Hans Jørgen Andersen - chitarra (1991-1994)
- Andreas W. Hansen - basso (1991-1994)
- Jakob Johnsen - batteria (1991-1993)
- Rasmus Jacobsen (Illnath) - batteria (1993-2002)
- Mike Park Nielsen - batteria (2002-2009)
- Morten Sandager - tastiere (2002-2009)
- Mikkel Sandager - voce (2002-2009)
- Morten Løwe - batteria (2009-2011)

## Discografia

### Album in studio
- 1998 - First Breath
- 2002 - Everblack
- 2004 - 11 Dreams
- 2006 - The Hours that Remain
- 2008 - Architect of Lies
- 2011 - Metamorphosis
- 2013 - Through Our Darkest Days

### EP
- 1996 - Supremacy

### Raccolte
- 2006 - Mercenary